# 80 Pułk Piechoty (LWP)
80 Pułk Piechoty (80 pp) - oddział piechoty ludowego Wojska Polskiego.
Pułk sformowany został w 1951, w garnizonie Biała Podlaska, w składzie 25 Dywizji Piechoty. W następnym roku oddział został rozformowany.

## Skład organizacyjny
dowództwo i sztab
- 2 bataliony piechoty
- artyleria pułkowa
  - dwie baterie armat 76 mm
  - bateria moździerzy
- pułkowa szkoła podoficerska
- kompanie: łączności, gospodarcza
- pluton: saperów

Stan etatowy wynosił:1234 żołnierzy